# Аманд
Святой Аманд (лат.  Amandus, фр.  Amand; ок. 600, Аквитания — ок. 684, около Турне) — святой, бенедиктинский монах, миссионер, просветитель Бельгии и креститель фламандских земель.

## Биография
Информация о жизни святого Аманда содержится только в его житиях, наиболее ранним из которых является Vita Sancti Amandi, датируемое VIII веком. Даты рождения и смерти святого точно не установлены, дата рождения в различных источниках варьируется от 584 года до начала VII века, дата смерти находится в промежутке 675-684 годов. Согласно житию, Аманд родился в Аквитании в семье богатого дворянина. Против воли семьи возрасте около 20 лет он стал монахом на острове Йе, сначала жил около Тура, затем переехал в Бурж, где был рукоположён и прожил в отшельничестве 15 лет.
Св. Аманд был посвящён в сан епископа в 628 г. без определённой епархии, получив общие полномочия проповедовать веру язычникам. Он проповедовал Евангелие во Фландрии. После паломничества в Рим принял решение стать миссионером. По призыву Хлотаря II отправился с миссией на север Франкского королевства, на территорию современной Бельгии. Поначалу его проповедь не имела успеха, однако затем он смог основать первые монастыри — в Генте и Мон-Бландене и обратить некоторое количество язычников. Во Фландрии он построил много учреждений, посвящённых служению Богу. Одним из наиболее известных является «большой монастырь в Эльноне», который находится «в девяти милях от Турнея». (Монастырь, а также находящийся поблизости город и минеральные источники позже были переименованы в Сен-Аманд). Традиция, не вполне, впрочем, вызывающая доверие, говорит, что в 649 г. он был избран епископом Маастрихта, но через три года отказался от руководящего поста в своей епархии в пользу св. Ремакля и вернулся к миссионерской деятельности. Он продолжал работать среди язычников до восьмидесятилетнего возраста. По ходу своей деятельности св. Аманд проповедовал также в Утрехте и воздвиг там маленькую часовню, посвящённую Св. Мартину. После того, как он отбыл, чтобы продолжать свою миссию в других местах, Дагоберт передал укрепленный пункт в Утрехте Епископу Кёльнскому, Куниберту, на том условии, что он будет заниматься обращением фризов. Однако епархия Кёльна не проводила никакой миссионерской работы среди фризов. После возвращения во Францию вошёл в конфликт с королём Дагобертом I и был изгнан из королевства. Кратковременная миссия у славян Подунавья была безрезультатной, и после визита в Рим, где Аманд доложил Святому Престолу о результатах своей деятельности, он вернулся во Фландрию, где христианство уже пустило корни. Некоторое время Аманд был епископом Маастрихта, основал ещё ряд монастырей, в их числе и монастырь в Эльноне возле Турне. В этом монастыре святой Аманд скончался.
Церковь отмечает память святого 6 февраля.
Святой Аманд считается покровителем виноделия и пивоварения. В связи с этим 6 февраля во многих российских ресторанах и барах отмечается как «Международный день бармена» (притом, что на Западе этот праздник практически не отмечается).
В честь Святого Аманда был назван небольшой британский рыболовецкий траулер.